# Pseudovespicula dracaena
Pseudovespicula dracaena és una espècie de peix pertanyent a la família dels tetrarògids i l'única del gènere Pseudovespicula.

## Etimologia
Pseudovespicula deriva del mot grec ψευδής (pseudes, fals) i del llatí vespicula (diminutiu de vespa, vespa), mentre que l'epítet dracaena és la forma romanitzada del mot grec δράκαινα (drakaina, dragona).

## Descripció
7,5 cm de llargària màxima. 12 espines i 7 radis tous a l'única aleta dorsal. 3 espines i 5-6 radis tous a l'anal. Cos de color marró i irregularment clapat de marró més fosc. Franja ampla i fosca a través de l'espai interorbitari (la qual continua sota de l'ull) i una altra que va des de l'origen de l'aleta dorsal fins als ulls. Aleta dorsal clara amb una gran taca de color marró fosc enmig de l'aleta (generalment, entre les espines sisena i novena). Aleta caudal blanquinosa, amb petits punts foscos indefinits, truncada i lleugerament arrodonida. Absència d'escates. Os lacrimal amb dues espines (una en posició ventral i curta, i l'altra allargada, posterior i estenent-se per sota del centre de l'ull). Preopercle amb una espina llarga alineada amb la cresta suborbital. Origen de l'aleta dorsal per sobre de la vora posterior de l'ull. Presenta un espai ample entre la tercera i la quarta espines dorsals, i amb la membrana associada força incisa, el qual gairebé divideix l'aleta dorsal en dues. Línia lateral contínua i amb 18-20 escates. 13-14 branquiespines a la part superior i 4-5 a la inferior. Aletes pectorals sense espines i amb 12-13 radis tous. Aletes pelvianes amb 1 espina i 5-5 radis tous.

## Hàbitat i distribució geogràfica
És un peix marí, demersal i de clima subtropical, el qual viu a l'Índic occidental: les zones litorals de fons sorrenc (sovint a les badies) de la mar d'Aràbia, el golf Pèrsic, Bahrain, Kuwait, Oman, Qatar, Aràbia Saudita, els Emirats Àrabs Units, l'Índia i Sri Lanka.

## Observacions
És verinós per als humans i el seu índex de vulnerabilitat és de baix a moderat (28 de 100).